# 普莉西雅·安
普莉西雅·安（1984年3月9日—），是美國創作女歌手，能演奏吉他、鋼琴、口琴、烏克麗麗、斑鳩琴等多種樂器。

## 個人

### 經歷
在8歲時安開始由母親教導鋼琴的演奏方法、並於當地的教會裡表演歌唱，14歲時則接受父親的建議開始演練吉他且創作曲目，在決心要成為歌手后於19歲時移居洛杉矶开始音乐生涯。
2008年與唱片公司藍調之音（Blue Note）簽約；發行了專輯《風和日麗》（A Good Day）且開始舉辦全國巡迴演唱，而當年6月，安亦被娛樂杂志《Paste》选为當周代表艺人。她曾与約書亞·雷丁（Joshua Radin）、艾摩斯·李（Amos Lee）、威利·尼爾森（Willie Nelson）、雷·拉蒙太奇（Ray LaMontagne）共同巡回演出；并为艾摩斯·李的《供需原則》（Supply and Demand）、《醒世鐘聲》（Mission Bell），以及提雅斯多的《萬花筒》（Kaleidoscope）等专辑献声。
安後續发行了如《當你長大》（When You Grow Up）和《這裡·遇見愛》（This Is Where We Are）等等数张专辑，另外演唱的歌曲也有備电视剧《实习医生格蕾》，或电影《恐怖社区》、《新娘大作戰》、《姊姊的守護者》等影視作品所採用。
此外，还曾到多个国家旅行，包括日本、韩国和中国。除歐美之外，也多次前往亞洲地方發展，像是至日、韓、台灣、中國大陸等地巡迴演唱，尤其常於日本舉辦小型演唱會，並發行限定於日本推出的專輯《在樹上唱歌》（In A Tree）；而專輯《這裡·遇見愛》在亞洲發行的版本另收錄與蘇打綠合作的歌曲〈從一片落葉開始〉英文版。
吉卜力／宮崎駿的頭號影迷。曾在2008年11月於日本公演時以日文唱出《心之谷》片尾曲〈鄉村路〉驚艷全場，後來列入日版《當你長大》專輯曲目；主打日本市場的《自然原色》則收錄〈風之谷的娜烏西卡〉（風之谷）、〈若是被溫柔擁抱〉（魔女宅急便）。而20歲左右時以過去在中學至高中學生時期的孤獨心情所創作之〈Fine On The Outside〉亦被吉卜力的2014年動畫《回憶中的瑪妮》採用為主題曲。

### 家庭生活
美韓混血，父親曾是駐韓美軍、母親為韓國人，在美國陸軍基地喬治亞州史都華堡出生、後搬到宾夕法尼亚州长大。因本姓「Hartranft」難讀寫，藝名改从簡易的母姓「安」（Ahn），又有「安詳」（peace）、「安定」（stable）等不錯的意義。
2010年5月，與演員麥可·魏斯頓（Michael Weston）結婚。

## 作品

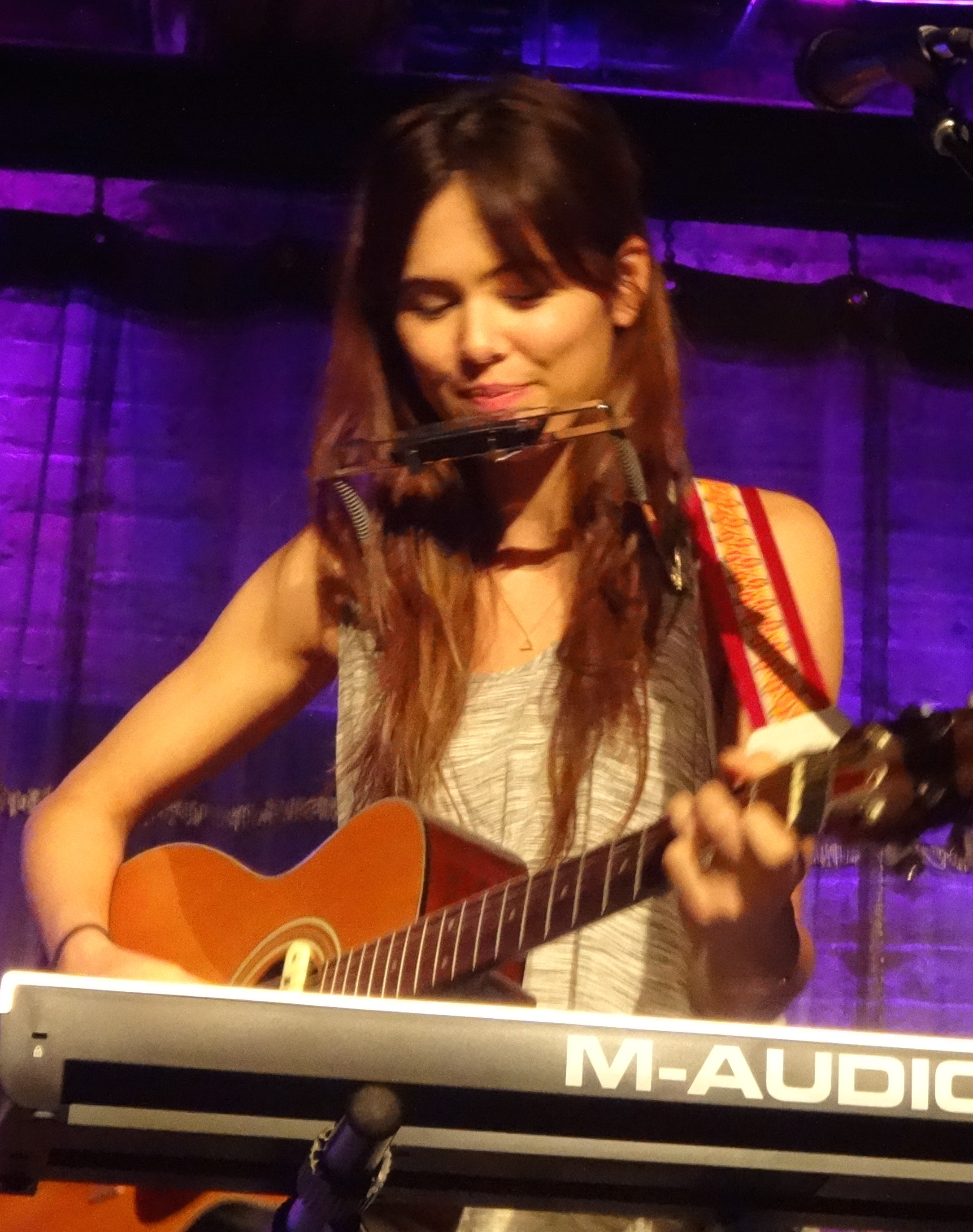
普莉西雅·安於埃文斯頓演出。

### 專輯
- 風和日麗（A Good Day，2008年）
- 在樹上唱歌（In A Tree，2009年日本限定）
- 當你長大（When You Grow Up，2011年）
- 自然原色（Natural Colors，2012年6月22日）
- 音樂記事本（Home ~ My Song Diary，2013年10月26日）
- 這裡·遇見愛（This Is Where We Are，2013年）
- 相遇在那不可思議的夏天。（あなたのことが大すき。，Just Know That I Love You.，2014年日本電影動畫《回憶中的瑪妮》形象曲集，2014年7月16日）
- 普莉西雅·安精選輯（Priscilla Ahn Best，2014年日本限定）
- La La La（中文譯名版，2015年5月13日）
- La La La（英文譯名版，2016年10月28日）
- Waiting（2021年）

### 迷你專輯
- 普莉西雅·安（Priscilla Ahn ，2007年個人名義發行）
- 現場演唱（Live Session，2008年iTunes形式下載）
- 甜心們（Sweet Hearts，2012年與查理·魏漢［Charlie Wadhams］合作）

### 單曲
- 夢想（Dream，2008年）
- 我不再微笑（I'll Never Smile Again，2009年）
- 我要堅強（I Am Strong，2009年與提雅斯多合作）
- 從一片落葉開始（Where The Leaf starts to Fall（初出）[16]／It Began With A Fallen Leaf（定案）[17]，2013年與蘇打綠合作）
- Fine On The Outside（2014年，日本發行單曲）

## 外部連結
- 官方网站
- 普莉西雅·安的Facebook專頁
- 普莉西雅Priscilla Ahn台灣的Facebook專頁
- 普莉西雅Priscilla Ahn的新浪微博
- 普莉西雅·安的Instagram帳戶
- 普莉西雅·安的X（前Twitter）
- YouTube上的普莉西雅·安頻道
- 普莉西雅 - Gold Typhoon 金牌大風[]
- SWEET HEARTS （页面存档备份，存于）